# Utøya
Utøya sziget Norvégiában, a Tyrifjorden tóban, a Buskerud megyei Hole község területén. A 10,6 hektáros sziget a tóparttól 500 méterre fekszik, az E16-os úton 38 km-re északnyugatra Oslo központjától.
Tulajdonosa az Arbeidernes ungdomsfylking (AUF), a Munkáspárt ifjúsági szervezete, amely évente nyári tábort rendez a szigeten. Az Oslói Szakszervezeti Szövetség ajándékozta emlékül a szervezetnek 1950. augusztus 28-án, de más rendezvények, többek között más szervezetek nyári táborai helyszínéül is szolgál. Üzemeltetését az Utøya AS végzi.
A sziget nagy részét erdő borítja, kisebb nyílt területekkel. A keleti oldalán található móló biztosítja a szárazföldről érkező kompoknak a kikötési lehetőséget. Állandó épületek is állnak rajta: a Hovedhuset (főépület), a Stabburet (magtár) és a Låven (csűr) egymás közelében áll a kikötőnél. A domboldalon (LO-toppen) találhatók a fő táborhelyek, a kávézó és a vizesblokkok. A Skolestua (iskolaépület) délebbre található.
2011. július 22-én az AUF 650 fiatal részvételével zajló nyári táborában tömeggyilkosság történt. Egy rendőrnek öltözött férfi, Anders Behring Breivik érkezett a szigetre arra hivatkozva, hogy a néhány órával korábbi oslói robbantások miatt biztonsági okokból jelent meg. Ezt követően lőni kezdett az emberekre, amíg a rendőrség egy órával az első segélyhívás után meg nem érkezett. Ekkor Breivik megadta magát. Az oslói és utøyai támadások összesen 77 halálos áldozatot követeltek, ebből 68-at a szigeten.

## Fordítás
- Ez a szócikk részben vagy egészben az Utøya című angol Wikipédia-szócikk ezen változatának fordításán alapul.  Az eredeti cikk szerkesztőit annak laptörténete sorolja fel. Ez a jelzés csupán a megfogalmazás eredetét és a szerzői jogokat jelzi, nem szolgál a cikkben szereplő információk forrásmegjelöléseként.